# Barbus stigmasemion
Barbus stigmasemion är en fiskart som beskrevs av Fowler, 1936. Barbus stigmasemion ingår i släktet Barbus och familjen karpfiskar. Inga underarter finns listade.